# Émile Bourquelot

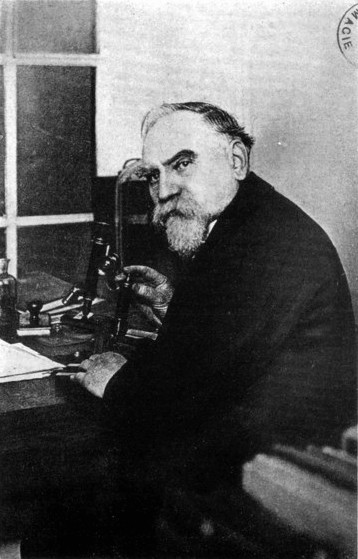
Élie-Émile Bourquelot

Émile Bourquelot (21 de junho de 1851 - 26 de janeiro de 1921) foi um químico francês, professor de farmácia na Universidade de Paris.
Bourquelot nasceu em Jandun (Ardennes, França), filho de um agricultor, era o mais velho de três irmãos. Bourquelot tornou-se o farmacêutico-chefe do Hospital Laënnec, em 1887, onde estabeleceu um laboratório para realizar sua pesquisa em química de carboidratos. Bourquelot e outros farmacêuticos franceses pioneiros no estudo dos glicosídeos dos vegetais, as moléculas de açúcar em que está ligada uma porção de não-glicídico. Eles desenvolveram métodos para estabilizar estes compostos em solução e detectá-los enzimaticamente. Ele morreu aos 70 anos de idade em 26 de janeiro de 1921, vítima de pneumonia.